# Берзин, Александр (тибетолог)
Алекса́ндр Бе́рзин (англ. Alexander Berzin; 1944 г. р., Патерсон, Нью-Джерси) — американский буддолог, тибетолог, историк и учитель дхармы, доктор философии Гарвардского университета.

## Биография
Получил в 1965 году степень бакалавра на кафедре ориенталистики Рутгерского университета в сотрудничестве с Принстонским университетом, в 1967 году — степень магистра, а в 1972 году — степень доктора на кафедре дальневосточных языков (китайский) и санскрита и кафедре индологии Гарвардского университета. С 1969 по 1998 гг. жил преимущественно в Индии, в Дхарамсале, поначалу как стипендиат Фулбрайта, изучая и практикуя Дхарму с учителями всех четырех тибетских буддийских традиций. Его основным учителем был Ценшаб Серконг Ринпоче, ныне покойный мастер-партнер по дебатам и дополнительный наставник Его Святейшества Далай-ламы. На протяжении девяти лет Берзин был его переводчиком и секретарем, сопровождая в нескольких путешествиях по миру. Иногда он также выполнял функции переводчика Его Святейшества Далай-ламы на буддийских мероприятиях.
Один из основателей Бюро переводов при Библиотеке тибетских трудов и архивов, Берзин разработал новую терминологию для переводов на английский язык тибетских технических терминов, которые ранее зачастую понимались неправильно. Работая с переводчиками многих других языков, он помог им пересмотреть и разработать собственную терминологию по тем же принципам.
С 1983 года путешествовал по миру, преподавая различные аспекты буддийской практики и философии, а также тибето-монгольскую историю и теорию астрологии и медицины в Дхарма-центрах и университетах более чем 70 стран. Его маршруты чаще всего проходили по бывшему и нынешнему коммунистическому миру, Латинской Америке, Африке, Центральной Азии и Ближнему Востоку. Помимо множества опубликованных работ и переводов, на языках этих стран были изданы многие его лекции.
Берзин выполнял функции неофициального посланника в ряде международных проектов, связанных с тибето-монгольской культурой, в частности в Программе тибетской медицинской помощи жертвам Чернобыля, разрабатывавшейся совместно с Российским министерством здравоохранения, а также проектом Фонда Ричарда Гира по возрождению национальной культуры Монголии посредством издания книг о буддизме на современном разговорном языке. Он также способствовал установлению и углублению буддийско-мусульманского диалога.
В 1998 году Берзин вернулся на Запад, где были более благоприятные условия для писательской деятельности. Время от времени путешествуя, он преподает в различных центрах Дхармы, но основную часть времени посвящает развитию сайта Study Buddhism. Это новая версия "Библиотеки Берзина", открытой автором в 2001 году. В настоящее время живет в Германии, в Берлине.

## Публикации
Книги, составленные из переводов английских лекций
- Тибетский буддизм: История и перспективы развития — М.: Традиционная медицина, 1992.
- Общий обзор буддийских практик: Лекции, прочитанные для ленинградского общества буддистов в марте 1990 г. — СПб.: Нартанг, 1993.

Книги, переведённые с изданных работ
- Махамудра, рассеивающая тьму неведения. Вангчук Дордже, Девятый Кармапа с комментарием, преподанным устно, Беру Кхьенце Ринпоче — СПб.: Алмазный Путь, 1996. Переиздана — М.: Шанг-Шунг, 2002.
- Принятие прибежища Калачакры — СПб.: Нартанг, 2002.
- Опора на духовного учителя: Построение здоровых взаимоотношений — СПб.: Нартанг, 2002.
- Четыре дхармы Гамбопы с комментарием Лонгчена Рабджампы — СПб.: Фонд «Карма Йеше Палдрон», 2003.
- Традиция махамудры гелуг и кагью — Харьков: «Сугата», 2005.

Книги, составленные из переводов с сайта www.berzinarchives.com
- Избранные труды по буддизму и тибетологии. Часть I — М.: Открытый Мир, 2005.
- Избранные труды по буддизму и тибетологии. Часть II — М.: Открытый Мир, 2006.
- Избранные труды по буддизму и тибетологии. Часть III — М.: Открытый Мир, 2008.

Статьи, переведенные с сайта www.berzinarchives.com
- Сравнение созерцания пустоты в высших тантрах четырех тибетских традиций // Буддизм России, 2005, № 39.
- Введение в дзогчен // Буддизм России, 2005, № 39.